# 賽隆人
賽隆人（Cylon）是一個虛構的生化人種族，出自科幻影集星際大爭霸系列，包括起初的星際大爭霸1978和星際大爭霸1980，以及後來的星際大爭霸2005和衍生的前傳作品凱布卡影集中。在1978年的版本中，賽隆人也指創造機器賽隆人的種族。
在前後兩部星際大爭霸系列中，賽隆人的差異相當大，但是同樣以賽隆侵略機、賽隆基地艦和作戰機器人 Centurion 為特色。在凱布卡影集中對賽隆人的製造過程有詳細的描述，展現了賽隆人和先前影集相當大的差異。

## 起初影集的賽隆人
在1978年和1980年的影集中，賽隆人並非指那些金屬外殼的機器人，而是由一個同樣被稱為賽隆人的先進種族所製造的生化人，並用以服侍他們的主人，維持他們龐大的帝國。在賽隆人的人口突然大量減少後，這些機器人被轉作為軍事武力力量，原種的賽隆人後來就因為人口的驟減而完全滅種。不過在1978年的影集中，這設定僅被阿波羅簡短的提到。在「War of the Gods」一集中，巴塔伯爵（Count Baltar）與伊比利斯伯爵（Count Iblis）的對談裡，巴塔說他認得伊比利斯的聲音，而他指的是在一開始的影集中由派崔克‧麥肯尼（Patrick Macnee）配音的賽隆 Imperious Leader 的聲音（麥肯尼飾演伊比利斯）。伊比利斯辯稱，如果那是真的，那就得是遠在1000星際年（yahren）以前錄的音，並且被編寫到 Imperious Leader 的機械身體裡。
後來的1980年影集中有兩集標題為「The Night the Cylons Landed」，在其中出現了人類型賽隆人，不過不像重拍版本有血有肉的生化人，這種賽隆人的身體結構由複雜的機械組成。

## 重拍版本的賽隆人
在2003年的迷你影集和2004年的電視影集中，賽隆人的設定和原先有相當大的不同。在新版中，賽隆人為人類所造，作為勞工和士兵驅使。而和原版一樣的，賽隆人消滅了幾乎全部的人類，並在深太空中追逐剩倖存的那些船隊。但是，新版中同時也有十二個幾乎難以和人類區別的賽隆人。雖然這些人類型態的賽隆人是影集的主軸，不過類似於前作的戰鬥機器人亦在新影集中出現。大多數的賽隆科技發展在生物工程學和合成生物學而非機器人工學上。人類經常嘲弄的將賽隆人比喻為「面包機」，起因於第一次賽隆戰爭中賽隆戰鬥機器人的金屬結構（在新影集中，該種機器人的結構和原版的相同）。在迷你影集中，蓋斯‧巴塔將其比喻為「走路的鉻殼面包機」（"walking chrome toasters"）；而人型賽隆人被稱為「表面功夫」（"skin-jobs"）以示區別。
在大規模攻擊殖民地以前，賽隆人被認為是一個被遏制的重大威脅。在星際軍事科技方面，人類和賽隆擁有差不多的能力，像是諸如超空間跳躍，導向飛彈武器等等。在2003年的影集中，威廉‧艾達瑪拒絕記者攜帶連接著網路的電腦採訪銀河號，並提醒記者賽隆人的起源和網路人工智慧。賽隆人在電腦和機器人工學方面的發展遠遠超過了人類，艾達瑪指出一旦賽隆人失去網路，人類的數量和工業能力將帶給人類戰術和戰略上的優勢，不過那點優勢在蓋斯‧巴塔允許人型賽隆人六號進入殖民地防禦系統主機後喪失了。她修改了防禦編碼並傳播到整個艦隊，輕易的癱瘓艦隊，而後大規模攻擊開始，導致人類幾近滅亡。
和原本影集中賽隆人種族屠殺的理由比較之下，宗教是新版中賽隆人執行屠殺的主要動機。他們認為人類身上充滿了原罪，而且是有缺陷的物種，因此不值得存活。在原版中，屬於一個好戰帝國的賽隆人宣戰的理由是由於一個被賽隆奴役，名為 Hasaris 的種族向殖民地尋求援助，使人類干預了賽隆內政。
在影集凱布卡中出現了第一部殖民地 Centurion 機器人，並且被命名生化生命型式節點（Cybernetic Lifeform Node），而後被縮寫為賽隆（Cylon）。它的身上包含了科技部長丹尼爾‧葛雷史東（Daniel Graystone）死去的女兒佐伊‧葛雷史東（Zoe Graystone）的意志，暗喻了一神論，並可以解釋賽隆 Centurion 的一神論信仰和他們渴求人類面貌的欲望。

## 外部連結
- Battlestar Wiki 上的原版賽隆人（英文）
- Battlestar Wiki 上的新賽隆人（英文）